# Parafia św. Archanioła Michała w Przysłupie
Parafia Świętego Archanioła Michała w Przysłupie – parafia greckokatolicka w Przysłupie, w dekanacie krakowsko-krynickim archieparchii przemysko-warszawskiej. Założona w 1991.